# Fabian Friedrich
Fabian Friedrich (1980) es un deportista alemán que compitió en natación. Ganó dos medallas en el Campeonato Europeo de Natación en Piscina Corta de 2003, plata en 4 × 50 m libre y bronce  en 4 × 50 m estilos.

## Palmarés internacional
| Campeonato Mundial en Piscina Corta | Campeonato Mundial en Piscina Corta | Campeonato Mundial en Piscina Corta | Campeonato Mundial en Piscina Corta |
| Año                                 | Lugar                               | Medalla                             | Prueba                              |
| ----------------------------------- | ----------------------------------- | ----------------------------------- | ----------------------------------- |
| 2003                                | Dublín (Irlanda)                    | Medalla de plata                    | 4 × 50 m libre                      |
| 2003                                | Dublín (Irlanda)                    | Medalla de bronce                   | 4 × 50 m estilos                    |